# Vincent Fierens
Vincent Fierens (Edegem, 13 augustus 1992) is een Belgisch presentator die voornamelijk voor de radio werkt. Sinds 2019 is hij tevens stadionomroeper bij Royal Antwerp FC. 

## Radio
Tijdens zijn studies Radio aan het Rits in Brussel, begon Fierens als presentator bij de internet studentenradio XL Air. In het academiejaar 2011-2012 werd hij er hoofdproducer en pleitte hij samen met twee collega's met succes voor het behoud van funding en verlenging van de studio aan de VUB. In 2012 nam hij deel aan de Q-academy van Q-music, waarna hij op de zender enige tijd het nachtprogramma Insomnia voor zijn rekening nam. In 2013 verkaste Fierens naar Studio Brussel waar hij dat jaar een van de presentatoren was van The Wild Bunch. 
Fierens keerde in september 2014 terug bij Q-music. Tot juni 2015 fungeerde hij er als vaste sidekick van Jolien Roets tijdens de weekendochtend tussen 7 en 10 uur. Binnen die periode namen ze ook samen iedere schoolvakantiedag de ochtendshow op werkdagen over. Vervolgens kreeg Fierens voor die vakantie-uitzendingen het gezelschap van Anke Buckinx, waarna hij er in mei 2016 ook mee stopte. Intussen kreeg hij vanaf eind augustus 2015 weer een eigen vast programma, iedere werkdag tussen 4 en 6 uur. In het seizoen 2016-2017 was hij op Qmusic de vaste presentator op werkdagen tussen 22 en 1 uur. Binnen dat tijdsblok maakte hij drie verschillende programma's: hij presenteerde twee dagen solo, twee dagen The BSMNT met Sean Dhondt en één dag Wim & Vincent Late Night aan de zijde van Wim Oosterlinck. 
Vanaf het najaar van 2017 verzorgde Fierens bij Qmusic op werkdagen het avondblok F.C. Fierens tussen 19 en 22 uur, samen met Joren Carels. Het duo nam sindsdien ook het ochtendblok over tijdens vakantieperiodes.  Vanaf oktober 2018 werd het avondblok op vrijdagavond ingevuld als Fierens & Roets, waarbij Fierens opnieuw een duo vormde met Jolien Roets. In het najaar van 2019 werden F.C. Fierens en Fierens & Roets opgevolgd door Radio Liberation Front, een programma dat Fierens wederom samen met Joren Carels presenteerde, iedere werkdag tussen 20 en 22 uur. Vanaf het najaar van 2020 is Fierens van maandag tot donderdag samen met Sam De Bruyn te horen tussen 16 en 19 uur onder de noemer Sam & Vincent. Op vrijdag presenteert hij solo de Q-Top 40 tussen 14 en 18 uur. Nadat De Bruyn in november 2020 vertrok bij Qmusic maakte hij van maandag tot donderdag een programma met bekende gasten. In het voorjaar van 2021 werd het programma omgedoopt naar Vincent Live. 
Van 26 tot 29 april 2021 zat Fierens samen met collega's Maarten Vancoillie, Dorothee Dauwe en Matthias Vandenbulcke opgesloten in de Q-Escape Room. Ze konden de kamer pas verlaten als ieder zijn stuk van de muzikale code wist te kraken, nieuw dit jaar was dat ook de luisteraar een muzikale code moest kraken. 

## Televisie
Fierens was in het najaar van 2019 in verscheidene afleveringen van de VTM-talkshow Wat een dag te zien als reportagemaker. In het voorjaar van 2020 presenteerde hij gedurende enkele weken op VTM de dagelijkse talkshow Blijf in uw kot! die in het teken stond van de Coronapandemie. In het najaar van 2020 was hij op VTM te zien als reporter in de omkaderingsprogramma's van de UEFA Nations League en te horen als voice-over in de Vlaamse versie van The Masked Singer. In 2023 vertolkte hij een kleine gastrol als zichzelf in Familie. Vanaf september 2023 presenteert hij De Verraders: De Ronde Tafel.

### Overzicht
- Wat een dag (2019) - als zichzelf
- Code van Coppens (2020, 2024) - als zichzelf, samen met Sam De Bruyn (2020) en Sean Dhondt (2024)
- Blijf In Uw Kot (2020) - als presentator
- The Masked Singer (2020, 2022-2024) - als voice-over
- I Can See Your Voice (2020-2022) - als zichzelf
- Storm Lara (2021) - als Jean (stem)
- K3, één jaar later (2022) - als zichzelf
- Familie (2023) - als radiopresentator
- De Verraders: De Ronde Tafel (2023-2024) - als presentator
- Ver van huis (2024) - als voice-over
- Milo (2024) - als radiopresentator (stem)

## Privé
- Fierens heeft sinds 2022 een relatie met Qmusic-collega Emma Salden.

Huidig (anno 2023):
Ulrike D'hauwer · Liam D'hert · Dorothee Dauwe · Tom De Cock · Jana De Wilde · Vincent Fierens · Yoren Linsen · Maxine Janssens · Nils Melckenbeeck · Loore Nelen · Regi Penxten · Jolien Roets · Emma Salden · Jan Thans · Maarten Vancoillie · Matthias Vandenbulcke · Paulien Van der Jeugt · Naomi Vanderpoorten · Vincent Vangeel · Liam Van Haverbeke · Dimitri Wouters
Voormalig (2001–2023):
Dorianne Aussems (2013–2014) · Rik Boey (2010–2013, 2015–2017) · Born (2015–2017) · Herbert Bruynseels (2001–2009) · Anke Buckinx (2007–2016) · Bab Buelens (2020) · Armin van Buuren (2021–2022) · Marcia Bwarody (2013–2017) · Joren Carels (2018–2020) · Séverine Champeaux (2013–2015) · Sam De Bruyn (2015–2020) · Erwin Deckers (2001–2008) · Jolien De Greef (2015) · Anneke De Keersmaeker (2002) · Felice Dekens (2011–2022) · Frederika Del Nero (2011–2012) · Nathalie Delporte (2001–2014) · Serge De Marre (2004–2015) · Eline De Munck (2012–2014) · Bart-Jan Depraetere (2001–2019) · Dries De Vis (2019–2020) · Inge De Vogelaere (2017–2020) · Sean Dhondt (2015–2023) · Elien D'hooge (2019–2021) · Yasmina El Messaoudi (2014–2015) · Evi Geysels (2010–2018) · Elizabeth Gesels (2016) · Violette Goemans (2015–2017) · Jenno Hallaert (2012–2015) · Wine Lauwers (2011–2019) · An Lemmens (2015–2019) · Kris Mannaerts (2006–2011) · Kristin Moers (2002–2003) · Marie Monballiu (2014–2021) · Sarah Mylle (2016–2020) · Johan Notebaert (2001–2002) · Wim Oosterlinck (2006–2020) · Sven Ornelis (2001–2016) · Hans Otten (2002–2003) · Xander Peeters (2011–2013) · Astrid Philips (2011–2014) · Elke Plancke (2012–2013) · Jarne Ponet (2023) · Alexandra Potvin (2001–2009) · Jarne Rediers (2021-2023) · Kürt Rogiers (2008–2015) · Thomas Rottier (2021-2023) · Carl Schmitz (2001–2014) · Elias Smekens (2013–2018) · Kenny Smet (2006–2011) · Toon Smet (2015–2018) · Sara Steegen (2011–2012) · Kenneth Stevens (2006–2016) · Loïc Thaler (2015-2016, 2018-2022) · Shalini Van den Langenbergh (2014–2018) · Julie Van den Steen (2021) · Joke van de Velde (2013–2015) · Elke Vanelderen (2005–2006) · Arne Vanhaecke (2015–2016) · Maureen Vanherberghen (2016–2023) · Elke Van Mello (2008–2010) · Francesca Vanthielen (2001–2002) · Erika Van Tielen (2006–2008) · Heidi Van Tielen (2015–2018) · Bjorn Verhoeven (2001–2012) · Peter Verhoeven (2001–2018) · Steffi Vertriest (2013–2015) · Kristien Wollants (2018–2020)